# Kagema

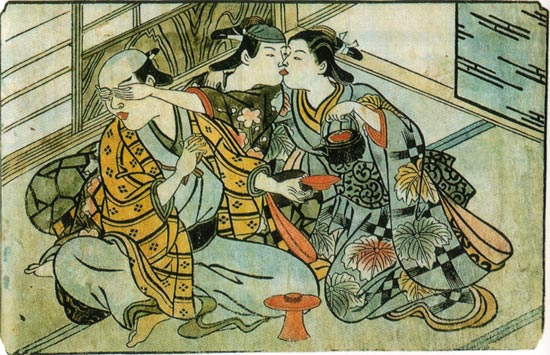
Un home fa manyagues amb un wakashū (probablement un kagema) i una prostituta. El wakashū (que porta una bufanda) fa un petó d'amagat a la dona, darrere de l'esquena del client. Nishikawa Sukenobu, cap a 1716-1735. Impressió shunga pintada a mà.

Kagema (陰間) és un terme històric japonès per a treballadors sexuals joves. Els kagema solien passar per aprenents d’actors kabuki (que sovint es dedicaven compatibilitzaves aquesta feina amb el treball sexual) i atenia tant a clientela masculina com femenina. Per als clients masculins, el servei preferit era el sexe anal, amb el client duent a terme la penetració. La fel·lació homosexual no apareix esmentada en els documents de l'era Tokugawa.
Els kagema que no es trobaven afiliats a una banda de teatre kabuki es podien trobar a bordells masculins o cases de te especialitzades en kagema, institucions conegudes com "Kagemajaya" (陰間茶屋) (lit., "casa de te kagema"). El kagema sovint costava més que la prostitució femenina del mateix estatus, i experimentà una època molt florent a mitjans del segle xix, malgrat les restriccions legals creixents que intentaven contenir el treball sexual (tant masculí com femení) en àrees urbanes específiques i dissuadir les relacions que traspassessin classes socials, ja que es consideraven potencialment perjudicials per a l'organització social tradicional.

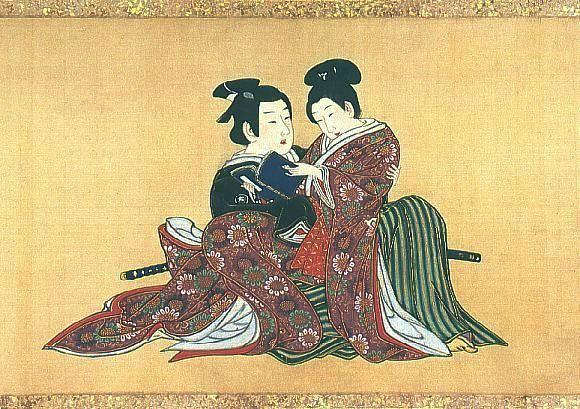
Un kagema assegut sobre les cames del seu patró, un home major. Miyagawa Isshō Spring Pastimes, 1750

Molts treballadors sexuals, així com molts joves actors kabuki, eren criats lligats per contracte, ja que havien estat venuts de nins al bordell o al teatre, normalment amb un contracte de deu anys. Els kagema es podien presentar com a yarō (homes joves), wakashū (nois adolescents, d'uns 10 a 18 anys) o com a onnagata (homes que feien el paper de dona).
A més dels actors de kabuki, el paper dels kagema va ser dut a terme per servents dels daimyō que, una vegada arribats a la ciutat, deixaven de servir-lo i que havien de treballar en aquest tipus de llocs de treball per poder sobreviure.
Aquest terme es va servir en el japonès modern com a argot homosexual.